# Airaphilus natavidadei
Airaphilus natavidadei is een keversoort uit de familie spitshalskevers (Silvanidae). De wetenschappelijke naam van de soort werd in 1937 gepubliceerd door Paul de Peyerimhoff de Fontenelle.